# 二本木口停留場

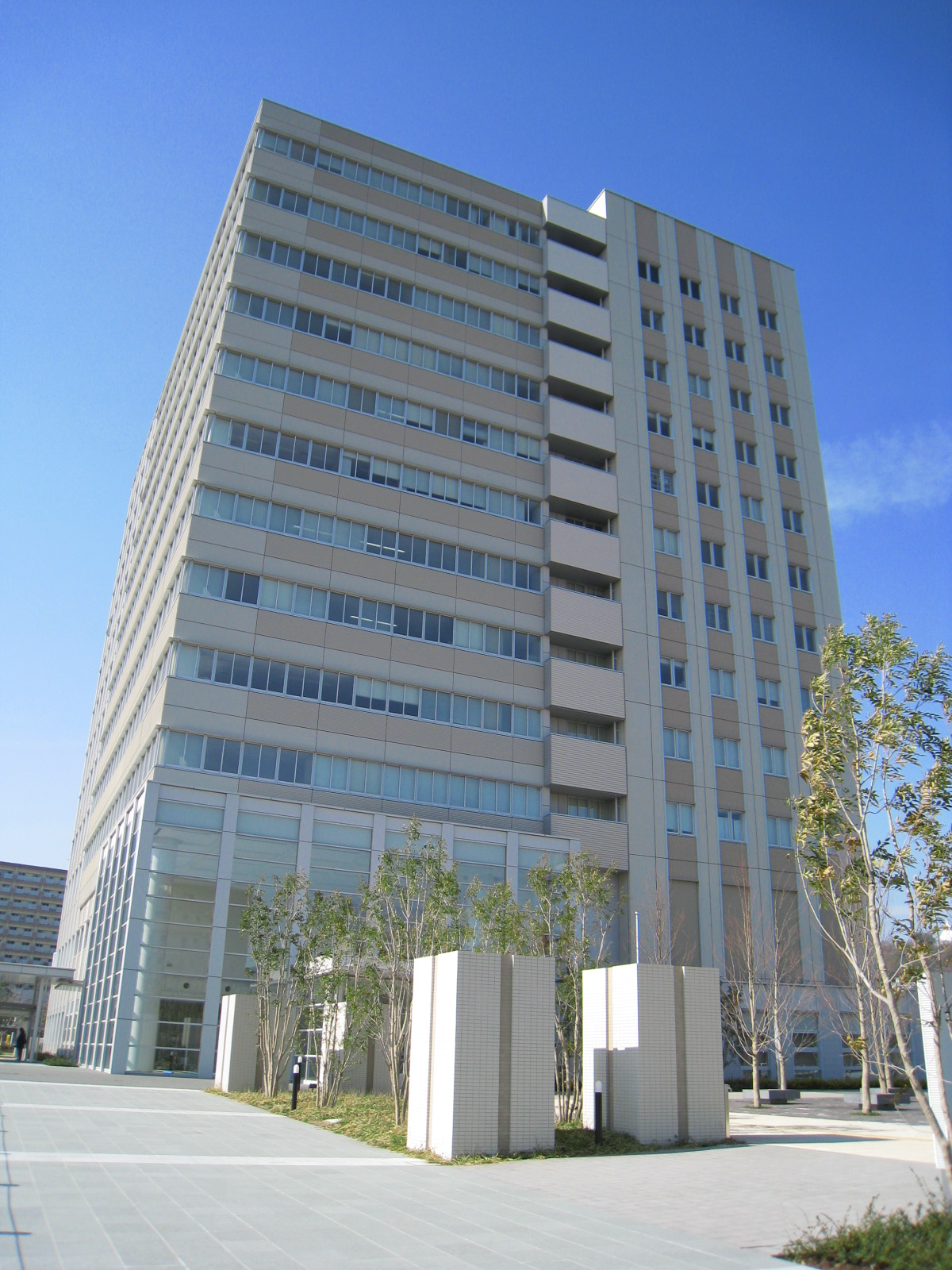
熊本合同廳舍

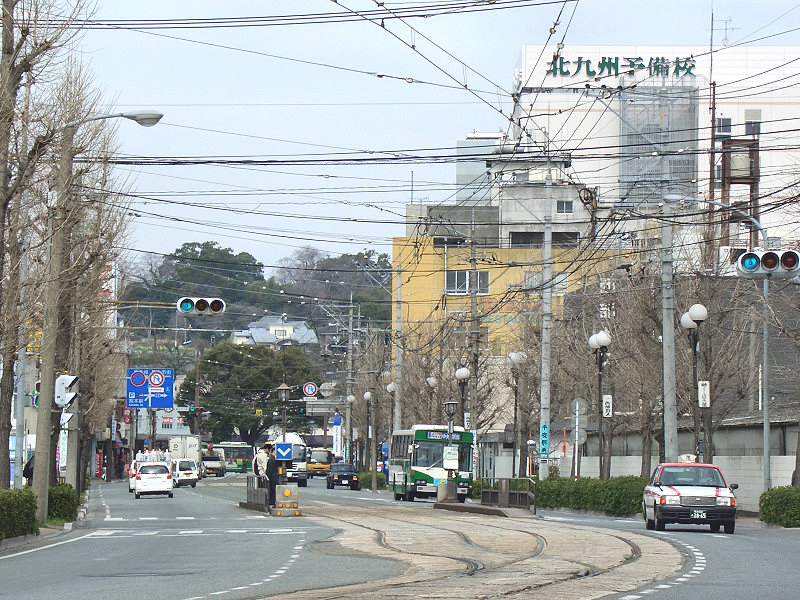
舊電車站（2006年8月31日）

二本木口停留場（日语：／ Nihongiguchi teiryūjō */?），又稱二本木口電車站，是位於熊本縣熊本市西區春日二丁目，熊本市交通局（熊本市電）田崎線的電車站。車站編號為2。A系統停靠此站。

## 歷史
- 1959年（昭和34年）12月24日 - 電車站啟用。
- 2010年（平成22年）4月26日 - 電車站遷移至綠化區間中。

## 電車站構造
此電車站設有2面2線的相對式低地台月台。月台鄰接路邊行人路。

### 運行系統
此電車站是田崎線電車站之一。■A系統會駛入此站。
| 月台 | 路線   | 上下行 | 方向                                   | 備註                                           |
| ---- | ------ | ------ | -------------------------------------- | ---------------------------------------------- |
| 東邊 | ■A系統 | 上行   | 田崎橋方向                             |                                                |
| 西邊 | ■A系統 | 下行   | 辛島町、通町筋、水前寺公園、健軍町方向 | 上熊本方向於辛島町電車站轉乘■B系統（上熊本線） |

## 使用狀況
| 1日上下車人次變化 | 1日上下車人次變化 |
| 年度              | 1日平均人次       |
| ----------------- | ----------------- |
| 2011年            | 372               |
| 2012年            | 317               |
| 2013年            | 293               |
| 2014年            | 394               |
| 2015年            | 462               |

## 電車站周邊
電車站西邊為熊本站周邊重建地區，電車站東邊與坪井川之間的地方多為商務酒店與住宅區。
- 熊本地方合同廳舍（九州農政局、九州財務局、九州綜合通信局（日语：九州総合通信局）、熊本勞動局（日语：熊本労働局）、熊本地方氣象台）
- 熊本朝日放送（在2005年10月1日遷移至熊本市花畑町）
- 西部瓦斯（日语：西部ガス）熊本分社（2008年9月遷移至熊本市萩原町的西部瓦斯熊本工場內）

## 巴士路線
熊本站前巴士站（北邊約300至400米處）較多巴士路線停靠。
- 二本木口巴士站
  - 熊本都市巴士（日语：熊本都市バス） - 西1、西2、西3、站3、站4、味4系統
  - 產交巴士（日语：九州産交バス） - 東4·5、縣14·18、鹿4·5·6·8、子1·7·14、京3·4·5·6·7·8、西4～18、野3～7·9·10系統、阿蘇熊本機場直達班次（毎日晚間行走，只可乘車）、熊本站直達班次（從渡鹿四丁目出發或從運輸分局（日语：熊本運輸支局）入口出發，只於平日早上繁忙時間行走，只可下車）

## 相鄰電車站
熊本市交通局
■A系統（田崎線）
田崎橋（1）－二本木口（2）－熊本站前（3）

## 注腳
1. ↑  国土数値情報(駅別乗降客数データ)  （页面存档备份，存于）（日語） - 國土交通省，2018年3月27日參閲

## 外部連結
- 熊本市交通局 （页面存档备份，存于）（日語）